# Casbah (película)
Casbah es una película musical dramática de 1948 del estilo film noir dirigida por John Berry y protagonizada por Yvonne De Carlo y Tony Martin en sus papeles principales. Es una adaptación de la película Argel (1938), que a su vez es una adaptación de la película francesa Pépé le Moko (1937).

## Argumento
Pépé le Moko (Tony Martin) lidera una banda de ladrones de joyas en el distrito Casbah de Argel, donde se ha exiliado para escapar del encarcelamiento en su Francia natal. Inez (Yvonne De Carlo), su novia, se enfurece cuando Pépé coquetea con Gaby (Märta Torén), una visitante francesa, pero Pépé le dice que se meta en sus propios asuntos.
El detective Slimane (Peter Lorre) está tratando de sacar a Pépé de la Casbah para que pueda ser encarcelado. Contra el consejo de Slimane, el jefe de policía Louvain (Thomas Gomez) captura a Pépé en una redada, pero sus seguidores lo liberan. Inez se da cuenta de que Pépé se ha enamorado de Gaby y tiene la intención de seguirla a Europa. Slimane también lo sabe y la usa como cebo para atraer a Pépé fuera de la Casbah.

## Reparto
- Yvonne De Carlo – Inez
- Tony Martin – Pépé Le Moko
- Peter Lorre – Slimane
- Märta Torén – Gaby
- Hugo Haas – Omar
- Thomas Gomez – Louvain
- Douglas Dick – Carlo
- Herbert Rudley – Claude
- Gene Walker – Roland
- Curt Conway – Maurice
- Katherine Dunham – Odette

## Producción
La película fue producida por Marston Productions, la productora de Tony Martin, que firmó un acuerdo con Universal. Tony Martin estaba ansioso por restablecerse en la industria del cine después de haber sido incluido en la lista negra en la industria del entretenimiento desde que fue dado de baja de la Marina por "incapacidad" en 1942. Fue acusado de comprar un automóvil a un oficial de la Marina para facilitarle la obtención de un jefe calificación de especialistas.
Fue la primera producción de Marston, que Martin poseía con su agente, Nat Gould. El Bank of America prestó 800.000 dólares para financiar la película; Universal proporcionó la otra parte del presupuesto.
Yvonne de Carlo firmó para ser la protagonista en junio de 1947. Erik Charrell fue el productor, William Bowers fue el guionista y Harold Arlen hizo la música. John Berry firmó para dirigirlo.
Märta Torén hizo su debut en esta película.

## Banda sonora
Canciones de Harold Arlen (música) y Leo Robin (letras).
- "For Every Man There's a Woman", canción de Tony Martin.
- "Hooray for Love", cantada por Tony Martin y Yvonne De Carlo.
- "It Was Written in the Stars", cantada por Tony Martin.
- "What's Good About Goodbye", cantada por Tony Martin.

## Premios y distinciones
Premios Óscar
| Año  | Categoría              | Canción                          | Persona                                   | Resultado |
| ---- | ---------------------- | -------------------------------- | ----------------------------------------- | --------- |
| 1949 | Mejor canción original | "For Every Man There is a Woman" | Harold Arlen (música) y Leo Robin (letra) | Nominados |